# ドヴィエナザット・アポストロフ (海防戦艦)
| 竣工時の本艦       | |
| 艦歴               | |
| 発注               | ニコライエフ造船所 |
| 起工               | 1888年2月 |
| 進水               | 1890年9月 |
| 就役               | 1892年12月 |
| 退役               | |
| その後             | 1931年解体 |
| 除籍               | 1911年除籍後、ハルクとなる。 |
| 前級               | インペラトール・アレクサンドルII世級 |
| 次級               | ガングート |
| 性能諸元（竣工時） | |
| 排水量             | 常備：8,709トン |
| 全長               | 104.2m -m（水線長） |
| 全幅               | 18.28m |
| 吃水               | 8.38m |
| 機関               | 型式不明石炭専焼円缶8基 +直立3段膨張式レシプロ2基2軸推進                                                                                         |
| 最大出力           | 8,752hp |
| 最大速力           | 15.7ノット |
| 航続距離           | 10ノット/1,540海里 |
| 燃料               | 800トン（石炭） |
| 乗員               | 599名 |
| 兵装               | 1877年型 30.5 cm（30口径）連装砲2基 1877年型 15.2cm（35口径）単装砲4基 オチキス 47mm機砲10～12基 オチキス 37mm機砲14基 38cm水上魚雷発射管単装6門 |
| 装甲（鉄製）       | 舷側：229～356mm 甲板：51～66mm 主砲防護盾：76ｍｍ 主砲バーベット：254～305mm 副砲砲郭部：305mm 司令塔：203mm                                    |

ドヴィエナザット・アポストロフ (ロシア語: Двенадцать апостолов、ラテン文字転写：Dvenadtsat' Apostolov) は、ロシア帝国海軍が建造した海防戦艦である。艦名はキリスト教の「十二使徒」を意味する。

## 概要
本艦は黒海艦隊用として前級「インペラトール・アレクサンドルII世級」に引き続き1隻のみつくられた艦である。本艦の特色として前級では連装砲1基2門であった火力を連装砲2基4門として二倍の火力を持っていた事で、主砲・副砲配置は装甲艦の様式を残した前級からむしろ前弩級戦艦に近い近代的なものであった。

## 艦形

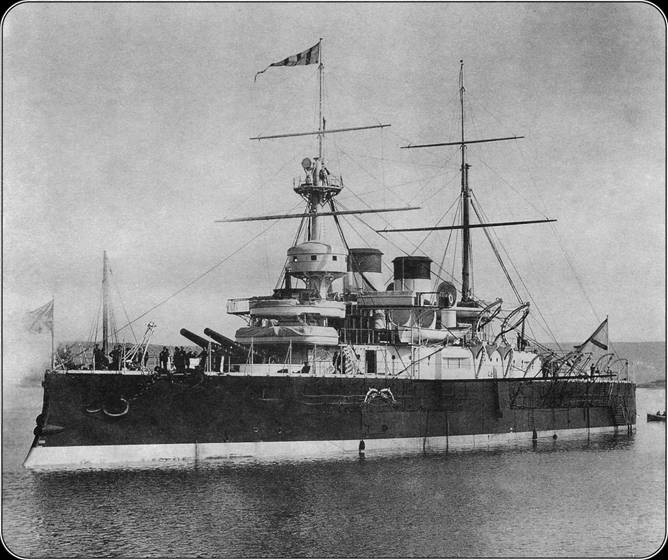
右舷側から撮影された本艦。ドーム型の主砲カバーの形状や水線部付近のケースメイト配置などの特色がよくわかる写真。

本艦は当時の主流である平甲板型船体で、艦首水面下に衝角を持ち、艦首甲板から前部甲板上に「1877年型 30.5 cm（30口径）砲」で連装砲架を厚さ305ｍｍにもなる装甲で囲い、前向きに1基を配置。
その真後ろから艦橋構造が始まり司令塔を下部に組み込んだ箱形艦橋で両側に船橋（ブリッジ）を持っていた。その背後に中部に装甲で覆われた見張り所が設けられたミリタリー・マストで47mm砲や37mm砲が配置された前部単脚檣が1本立ち、その後部から機関区が始まり、断面が円形の2本の煙突を直列に配置している。煙突の周囲には艦内への吸気用として煙管型の通風筒が片舷4本ずつの計8本が立つ。煙突の周囲は艦載艇置き場となっており、前後の単脚檣の基部に1基ずつついたジブ・クレーンにより運用される。竣工当時の煙突は高さ不足で煤煙が見張り所にかかる障害があったので1897年に煙突の長さを延ばす改正が行われた。
2番煙突の後部に後部単脚檣と後部艦橋が配置され、その後ろは後ろ向きに連装砲1基が配置された。船体中央部には前級と同じく舷側に砲郭が設けられ、副砲として前級では22.9cm砲が採用されていたが、本艦では15.2cm砲が採用され、単装砲架で片舷2基ずつ計4基が配置された。この武装配置により前後方向に最大30.5cm砲2門、15.2砲2門が指向でき、左右方向に最大30.5cm砲4門、15.2cm砲2門を指向できた。

## 主砲、その他の武装
本艦の主砲には前級に引き続き「1877年型 30.5cm（30口径）砲」を採用した。その性能は331.7kgの砲弾を仰角15度で9,150mの射程を得られた。この砲を露砲塔に収めた。俯仰能力は仰角15度・俯角5度である。旋回角度は首尾線方向を0度として左右100度の旋回角度を持っていた。砲の動力は主に蒸気機関により俯仰・旋回・装填が行われ、補助に人力を必要とした。発射速度が4分に1発であったのは、この時代の砲塔は砲弾の装填機構が船体に固定されていたため砲が旋回していた場合は首尾線方向に戻さないと再装填ができなかったためである。
副砲には前級に引き続き「1877年型 15.2cm（35口径）砲」を採用した。その性能は41.5kgの砲弾を仰角12度で7,470mの射程を得られた。俯仰能力は仰角12度・俯角8度である。旋回角度は開放状態であれば180度の旋回角度を持っていたがケースメイト配置のために実際は旋回角に制限があった。砲の動力は主に人力を必要とし、発射速度は1分に1発であった。

## 参考図書
- 「世界の艦船増刊第35集　ロシア／ソビエト戦艦史」(海人社)
- 「Conway All The World's Fightingships 1860-1905」（Conway）